# (I've Had) The Time of My Life
(I've Had) The Time of My Life è un singolo dei cantanti statunitensi Bill Medley e Jennifer Warnes, pubblicato il 10 luglio 1987 come primo estratto dalla colonna sonora del film Dirty Dancing - Balli proibiti.

## Descrizione
Il brano è stato composto da Franke Previte, John DeNicola, e Donald Markowitz, mentre i cantanti sono stato selezionati dai coreografi Kenny Ortega e dalla sua assistente Miranda Garrison (che tra l'altro recita il ruolo di Vivian nel film).

## Accoglienza
- numero 1 nella Billboard Hot 100 il 28 novembre 1987
- Grammy Award nel 1988 come "Migliore performance pop di un gruppo o duo"
- Oscar per la migliore canzone nel 1988
- Golden Globe per la migliore canzone originale

Nel Regno Unito la canzone è entrata per due volte in classifica. La prima volta nel novembre 1987, dopo l'uscita del film nelle sale, raggiungendo la posizione numero 6. Successivamente nel gennaio 1991, quando il film fu trasmesso in televisione, e il singolo raggiunse la posizione numero 8.

## Cover
Nell'episodio Nuove direzioni della seconda stagione di Glee il cast si esibisce con questo brano.

## Altri utilizzi
Il brano The Time (Dirty Bit) dei Black Eyed Peas del 2010 è basato su un campionamento editoriale di questo brano.